# 弱棘魚屬
弱棘魚屬，是條鰭魚綱刺尾鯛目弱棘魚科下的一個屬。

## 分類
本屬屬於弱棘魚亞科，目前被認可的種如下：
- 短吻弱棘魚 Malacanthus brevirostris ：又稱短吻軟棘魚。
- 側條弱棘魚 Malacanthus latovittatus ：又稱黑帶軟棘魚。
- 帕氏弱棘魚 Malacanthus plumieri